# Чернега Людмила Василівна
Людмила Василівна Чернега (нар. 6 листопада 1936, місто Одеса Одеської області) — українська радянська діячка, токар Кіровоградського заводу сільськогосподарських машин «Червона Зірка». Депутат Верховної Ради УРСР 7—10-го скликань.

## Біографія
Народилася в родині робітника. У 1954 році закінчила ремісниче училище.
З 1954 року — токар Кіровоградського заводу сільськогосподарських машин «Червона Зірка».
Освіта середня. У 1964 році закінчила Кіровоградську середню школу робітничої молоді. 
Потім — на пенсії в місті Кіровограді (Кропивницькому).

## Нагороди
- орден Леніна
- орден Трудового Червоного Прапора
- медаль «За доблесну працю. В ознаменування 100-річчя з дня народження Володимира Ілліча Леніна» (1970)
- медалі